# Return to Castle Wolfenstein
Return to Castle Wolfenstein je prvoosebna strelska videoigra, ki je bila izdana 19. novembra 2001 v založbi Activision za Windows. Za odjemanje preko Steama je bila na voljo od 3. avgusta 2007 naprej.
Kampanjo za enoigralski način so ustvarili razvijalci v Gray Matter Interactive, v Nerve Software pa večigralski način. id Software je nadziral razvoj igre in je imel vlogo izvršnega producenta. Nadaljevanje igre z naslovom Wolfenstein je bilo izdano 18. avgusta 2009.
Prizorišče igre je postavljeno v nacistično Nemčijo v čas druge svetovne vojne. Zavezniška agenta ameriške agencije OSA (angleško Office of Secret Actions) sta poslana v Nemčijo, da raziščeta govorice o domnevnih dejavnostih Himmlerjeve SS Paranormalne Divizije. Agenta sta zajeta, preden dokončata misijo, in zaprta v grad Wolfenstein. Igralec prevzame vlogo B.J. Blazkowicza, ki mora pobegniti z gradu in nadaljevati preiskavo o dejavnostih divizije, ki vključuje raziskave in poskuse na področjih biotehnologije, robotike, skrivnih orožjih, okultizma in nadnaravnih sposobnostih. Med igro se igralec bojuje z vojaki Waffen-SS, elitnimi padalci (Fallschirmjäger), supervojaki, nesmrtnimi pošastmi in drugimi bizarnimi stvaritvami nacistov.

## Sistemske zahteve
Linux, Mac OS X 10.2.8+, Windows 95 OSR2/98/98 SE/ME/NT 4.0/2000/XP operacijski sistem:
- 400 MHz AMD ali Intel procesor (Mac OS X: 500 MHz PowerPC procesor)
- 128 MB RAM (Mac OS X: 256 MB)
- 800 MB prostora na trdem disku ter dodatnih 300 MB za swap dokument (Mac OS X: 600 MB)
- 16 MB 3D grafični pospeševalnik ter podpora za OpenGL (Mac OS X: 32 MB)
- Windows: DirectX 8.0a
- zvočna kartica (Windows: DirectX 3.0)
- Quad speed CD-ROM